# Circonscription de Rabat-Océan
 (août 2017).
Si vous disposez d'ouvrages ou d'articles de référence ou si vous connaissez des sites web de qualité traitant du thème abordé ici, merci de compléter l'article en donnant les références utiles à sa vérifiabilité et en les liant à la section « Notes et références ».
La circonscription de Rabat-Océan est l'une des deux circonscriptions législatives marocaines que compte la préfecture de Rabat située en région Rabat-Salé-Kénitra. Elle est représentée dans la Xe législature par Mohamed Sadiki, Abdellatif Ben Yacoub, Abdelfetah El Aouni et Omar Balafrej.

## Description géographique et démographique
La population est de 322 007 habitants. Les quartiers de cette circonscription sont Hay Riad, Agdal, Médina et Yacoub El Mansour.

## Historique des députations
| Législature | Début de mandat  | Fin de mandat    | Députés | Députés                        | Députés | Députés                     | Députés | Députés                     | Députés | Députés                   |
| ----------- | ---------------- | ---------------- | ------- | ------------------------------ | ------- | --------------------------- | ------- | --------------------------- | ------- | ------------------------- |
| VIIe        | 2002             | 2007             |         | Abdelhamid Aouad (PI)          |         | Mohamed Aujar (RNI)         |         | Mohamed El Yazghi (USFP)    |         | Lahoussine Karroumi (PJD) |
| VIIIe       | 2007             | 2011             |         | Mohamed Reda Benkhaldoun (PJD) |         | Abdessamad Abouzahir (PJD)  |         | Latifa Jbabdi (USFP)        |         | Abdelkader Tatou (MP)     |
| IXe         | 26 novembre 2011 | 7 octobre 2016   |         | Mohamed Reda Benkhaldoun (PJD) |         | Abdellatif Ben Yacoub (PJD) |         | Mohamed Madhoun (PAM)       |         | Abdelkader Tatou (MP)     |
| Xe          | 8 octobre 2016   | 8 septembre 2021 |         | Mohamed Sadiki (PJD)           |         | Abdellatif Ben Yacoub (PJD) |         | Abdelfattah El Aouni (PAM)  |         | Omar Balafrej (FGD)       |
| XIe         | 9 septembre 2021 | ?                |         | Abdelilah Idrissi Bouzidi (PI) |         | Abderrahim Oisslam (RNI)    |         | Mohamed Mehdi Bensaid (PAM) |         | Nabil Dakch (MP)          |

## Historique des élections

### Élections de 2002
Les quatre sièges de la circonscription de Rabat-Océan ont été remportés respectivement par Mohamed El Yazghi (USFP), Abdelhamid Aouad (PI), Mohammed Auajjar (RNI) et Lahoussine Karroumi (PJD).

### Élections de 2007
Les quatre sièges de la circonscription de Rabat-Océan ont été remportés respectivement par Mohamed Reda Benkhaldoun (PJD), Abdessamad Abouzahir (PJD), Abdelkader Tattou (MP) et Latifa Jbabdi (USFP).

### Élections de 2016
|                                                         |                                                                  |        |                |        |
| Tête de liste Étiquette politique (partis et alliances) | Tête de liste Étiquette politique (partis et alliances)          | Voix   | % des exprimés | Sièges |
|                                                         |                                                                  |        |                |        |
|                                                         | Mohamed Sadiki Parti de la justice et du développement           | 29 531 | 44,16          | 2      |
|                                                         | Abdelfattah El Aouni Parti authenticité et modernité             | 15 358 | 22,97          | 1      |
|                                                         | Omar Balafrej Fédération de la gauche démocratique               | 8 048  | 12,04          | 1      |
|                                                         | Abdelkader Tatou Rassemblement national des indépendants         | 3 762  | 5,63           |        |
|                                                         | Mouvement populaire                                              | 2 722  | 4,07           |        |
|                                                         | Mohamed Boulahcen Parti de l'Istiqlal                            | 2 629  | 3,93           |        |
|                                                         | Union constitutionnelle                                          | 1 941  | 2,90           |        |
|                                                         | El Houcine Ait El Mahjoub Union socialiste des forces populaires | 1 109  | 1,66           |        |
|                                                         | Karim Taj Parti du progrès et du socialisme                      | 776    | 1,16           |        |
|                                                         | Parti de l'environnement et du développement durable             | 268    | 0,40           |        |
|                                                         | Union marocaine pour la démocratie                               | 169    | 0,25           |        |
|                                                         | Mouvement démocratique et social                                 | 119    | 0,18           |        |
|                                                         | Parti de la renaissance                                          | 107    | 0,16           |        |
|                                                         | Parti du centre social                                           | 87     | 0,13           |        |
|                                                         | Parti de l'unité et de la démocratie                             | 85     | 0,13           |        |
|                                                         | Parti de la réforme et du développement                          | 83     | 0,12           |        |
|                                                         | Parti de la renaissance et de la vertu                           | 58     | 0,09           |        |
|                                                         | Parti démocrate national                                         | 16     | 0,02           |        |
|                                                         |                                                                  |        |                |        |
| Inscrits                                                | Inscrits                                                         | 94 758 | 100,00         |        |
| Abstentions                                             | Abstentions                                                      | 27 890 | 58,29          |        |
| Votants                                                 | Votants                                                          | 66 868 | 41,71          |        |
| Source : Ministère de l'Intérieur                       |                                                                  |        |                |        |

### Élections de 2021
| Parti       | Parti                                                       | Voix    | %      | Députés élus              |  |
| ----------- | ----------------------------------------------------------- | ------- | ------ | ------------------------- |  |
|             | Rassemblement national des indépendants (RNI)               | 15 888  | 33,27  | Abderrahim Oisslam        |  |
|             | Parti authenticité et modernité (PAM)                       | 7 076   | 14,82  | Mohamed Mehdi Bensaid     |  |
|             | Parti de l'Istiqlal (PI)                                    | 4 545   | 9,52   | Abdelilah Idrissi Bouzidi |  |
|             | Mouvement populaire (MP)                                    | 4 299   | 9,00   | Nabil Dakch               |  |
|             | Parti de la justice et du développement (PJD)               | 4 028   | 8,44   |                           |  |
|             | Alliance de la fédération de gauche (AGD)                   | 2 650   | 5,55   |                           |  |
|             | Union socialiste des forces populaires (USFP)               | 2 446   | 5,12   |                           |  |
|             | Parti du progrès et du socialisme (PPS)                     | 2 210   | 4,63   |                           |  |
|             | Union constitutionnelle (UC)                                | 1 170   | 2,45   |                           |  |
|             | Parti socialiste unifié (PSU)                               | 1 160   | 2,43   |                           |  |
|             | Union marocaine pour la démocratie (UMD)                    | 627     | 1,31   |                           |  |
|             | Parti marocain libéral (PML)                                | 477     | 1,00   |                           |  |
|             | Parti de l'unité et de la démocratie (PUD)                  | 317     | 0,66   |                           |  |
|             | Parti de l'environnement et du développement durable (PEDD) | 252     | 0,53   |                           |  |
|             | Parti de l'équité (PRE)                                     | 251     | 0,53   |                           |  |
|             | Front des forces démocratiques (FFD)                        | 155     | 0,32   |                           |  |
|             | Parti des Néo-Démocrates (PND)                              | 94      | 0,20   |                           |  |
|             | Parti vert marocain (PVM)                                   | 70      | 0,15   |                           |  |
|             | Parti démocrate national (PDN)                              | 38      | 0,08   |                           |  |
|             |                                                             |         |        |                           |  |
| Inscrits    | Inscrits                                                    | 150 072 | 100,00 |                           |  |
| Abstentions | Abstentions                                                 | 102 319 | 68,18  |                           |  |
| Exprimés    | Exprimés                                                    | 47 753  | 31,82  |                           |  |